# The Musical Box (Lied)
The Musical Box ist ein Lied der britischen Progressive-Rock-Band Genesis, das 1971 auf ihrem dritten Studioalbum Nursery Cryme veröffentlicht wurde.
Das Lied ist mit zehneinhalb Minuten das längste des Albums.

## Text
Der Text entstammt einem von Peter Gabriel geschriebenen Märchen im viktorianischen Stil, in dem es um zwei Kinder in einem Landhaus geht. Das Mädchen, Cynthia, tötet den Jungen, Henry, indem sie ihm mit einem Krocketschläger den Kopf abschlägt. Später entdeckt sie Henrys Spieldose. Als sie sie öffnet, erklingt Old King Cole, und Henry kehrt als Geist zurück, beginnt aber sehr schnell zu altern. Dies führt dazu, dass er in wenigen Augenblicken das sexuelle Verlangen eines ganzen Lebens verspürt und er sein Verlangen bei Cynthia einfordert. Durch den Lärm kommt jedoch sein Kindermädchen, das die Spieluhr nach ihm wirft und so beide vernichtet.
Das Albumcover zeigt Cynthia mit einem Krocketschläger in der Hand, auf dem mehrere abgeschlagene Köpfe liegen.

## Musik
Als Autoren werden Banks/Collins/Gabriel/Hackett/Rutherford genannt, auch wenn es auf einem  Instrumentalstück basiert, das von Mike Rutherford und Anthony Phillips unter dem Titel F Sharp geschrieben wurde.
Phil Collins verwendet während des Flötensolos Schlägel für sein Schlagzeug. Gabriel spielt während des Old King Cole-Teils auch Oboe. Banks und Rutherford spielen 12-saitige Akustikgitarren. Hackett bringt mit der E-Gitarre während des Old King Cole-Abschnitts leise melodische Phrasen ein, bevor er für den Rest des Songs die Lead-E-Gitarre spielt.
Während seiner kurzen Zeit in der Band fügte Mick Barnard bei den Proben ein paar Gitarrenparts gegen Ende des Songs hinzu, was der Band gefiel. Hackett behielt sowohl die Gitarrenparts von Phillips als auch von Barnard bei, fügte dem Song aber auch seine eigene Beiträge hinzu.

## Live
Bei einem Auftritt in Dublin am 28. September 1972 trug Peter Gabriel während der letzten Strophe einen Fuchskopf und das rote Kleid seiner Frau, das der Figur auf dem Cover des Albums Foxtrot ähnelte. Das Fuchskostüm wurde später im Jahr 1973 durch eine Maske ersetzt, die einem alten Mann ähnelte, als Gabriel die Figur des Henry darstellte, der aus der Spieldose kam und Cynthia festhielt. The Musical Box war bis zum Ausstieg von Phil Collins nach der We Can't Dance-Tournee 1992 im Live-Repertoire der Band zu finden, wenn auch nur der Schlussteil als Teil eines Medleys aufgenommen wurde. Von 1972 bis 1975 spielte Tony Banks auf der Bühne während des Old King Cole-Teils eine 12-saitige Akustikgitarre mit Rutherford, der eine elektrische 12-saitige Rickenbacker-Gitarre bis zum Ende des Liedes spielt. Hackett spielt während des gesamten Liedes elektrische Gitarre. Eine Bassgitarre gibt es in dem  Stück nicht.

## Rezeption
François Couture von AllMusic rezensiert: „Der Song ist um eine Abfolge von sanften Akustikabschnitten und brutal ausbrechenden lauten Abschnitten herum aufgebaut, wobei Phil Collins über seine Drums rast und Hackett den Zuhörern einen ersten Vorgeschmack auf seine chirurgische Präzision und seinen knackigen E-Gitarrenton gibt.“
Die kanadische Genesis-Tribute-Band The Musical Box benannte sich nach dem Lied.
Brian May, Gitarrist von Queen, erzählte Steve Hackett, dass er von dem harmonischen Gitarrensolo am Ende des Songs beeinflusst wurde.

## Besetzung
- Peter Gabriel – Gesang, Flöte, Schlagzeug, Oboe
- Tony Banks – Hammondorgel, Hohner Pianet E-Piano, 12-saitige Gitarre, Hintergrundgesang
- Steve Hackett – elektrische Gitarre, 12-saitige Gitarre
- Mike Rutherford – 12-saitige Gitarre, Basspedal
- Phil Collins – Schlagzeug, Hintergrundgesang